# Gnathosaurinae
De Gnathosaurinae zijn een groep (onderfamilie) van uitgestorven pterosauriërs behorend tot de Pterodactyloidea.
In 1928 benoemde baron Ferenc Nopcsa een onderfamilie Gnathosaurinae.
De eerste definitie als klade werd in 2002 gegeven door David Unwin: de groep bestaande uit Gnathosaurus subulatus Meyer 1834 en alle soorten nauwer verwant aan Gnathosaurus dan aan Huanhepterus quingyangensis Dong 1982.
De Gnathosaurinae behoren tot de Ctenochasmatidae en zijn wellicht de zustergroep van de Ctenochasmatinae. Ze bestaan uit soorten uit het Jura en Krijt die zich voedden door prooidiertjes uit het water te filteren met een zeef van talrijke dunne tanden. Die zijn echter robuuster dan bij de Ctenochasmatinae.